# Monochaetum uberrimum
Monochaetum uberrimum är en tvåhjärtbladig växtart som beskrevs av Noel Yvri Sandwith. Monochaetum uberrimum ingår i släktet Monochaetum och familjen Melastomataceae. Inga underarter finns listade i Catalogue of Life.